# Stipa subnitida
Stipa subnitida är en gräsart som beskrevs av Bernardo Rosengurtt och Blanca Renée Arrillaga de Maffei. Stipa subnitida ingår i släktet fjädergrässläktet, och familjen gräs. Inga underarter finns listade i Catalogue of Life.